# Hermann-Josef Schmalor
Hermann-Josef Schmalor (* 10. Februar 1951 in Hagen, Kreis Arnsberg) ist ein deutscher Bibliothekar.

## Leben
Hermann-Josef Schmalor studierte von 1969 bis 1974 katholische Theologie in Paderborn und Würzburg. Von November 1974 bis 2016 arbeitete er an der Erzbischöflichen Akademischen Bibliothek Paderborn, die er von 2009 bis 2016 als Direktor leitete. Zuvor war er von 1978 bis 2009 stellvertretender Direktor. Die Ausbildung für den höheren Dienst an wissenschaftlichen Bibliotheken (Referendariat) absolvierte er von 1975 bis 1977. Als Vorstandsmitglied (1983–2003) und Direktor (2003–2013) war er für den Verein für Geschichte und Altertumskunde Westfalens, Abt. Paderborn tätig. Als Vorsitzender (1987–1995) und Vorstandsmitglied (1995–2011) wirkte er in der Arbeitsgemeinschaft Katholisch-Theologischer Bibliotheken (AKThB). Seit 1997 ist er Vorstandsmitglied des Vereins der Freunde und Förderer der Theologischen Fakultät Paderborn e. V. Von 1998 bis 2010 war er Vorstandsmitglied der Bibliotheksverbandes Bibliothèques europèennes de théologie (BETH). Nach der Promotion 2003 an der Theologischen Fakultät Paderborn zum Dr. theol. mit der Arbeit Die westfälischen Klosterbibliotheken bis zur Säkularisation ist er seit 2004 Mitglied der Kommission für Zeitgeschichte im Erzbistum Paderborn. Seit 2004 ist er ordentliches Mitglied der Historischen Kommission für Westfalen. Seit 2013 lehrt er als Honorarprofessor für Bistumsgeschichte an der Theologischen Fakultät Paderborn.